# Edmundsius agilis
Edmundsius agilis är en dagsländeart som beskrevs av Francis Day 1953. Edmundsius agilis ingår i släktet Edmundsius och familjen simdagsländor. Inga underarter finns listade i Catalogue of Life.